# New Zealand Football Championship 2007/08
Acht Mannschaften nahmen an der New Zealand Football Championship 2007/08, der höchsten Fußball-Spielklasse in Neuseeland teil. Der Wettbewerb wurde vom 3. November 2007 bis zum 20. April 2008 ausgetragen. Meister wurde Waitakere United, die meisten Tore erzielte Graham Little (15 Tore).

## System
Innerhalb der Saison spielte jeder drei Mal gegen jeden (21 Spieltage). Danach folgten die Play-offs: Der Zweit- und Drittplatzierte spielten in einem Halbfinale gegeneinander. Der Sieger spielte im Finale gegen den Ersten um den Titel. Es gab keinen Absteiger.

## Tabelle
| Pl. | Verein                | Sp. | S  | U | N  | Tore    | Diff. | Punkte |
| --- | --------------------- | --- | -- | - | -- | ------- | ----- | ------ |
| 1.  | Waitakere United      | 21  | 16 | 3 | 2  | 051:140 | +37   | 51     |
| 2.  | Auckland City FC (M)  | 21  | 16 | 2 | 3  | 044:160 | +28   | 50     |
| 3.  | Team Wellington       | 21  | 15 | 2 | 4  | 051:210 | +30   | 47     |
| 4.  | Hawke’s Bay United FC | 21  | 8  | 5 | 8  | 029:330 | −4    | 29     |
| 5.  | Waikato FC            | 21  | 5  | 5 | 11 | 024:340 | −10   | 20     |
| 6.  | YoungHeart Manawatu   | 21  | 5  | 2 | 14 | 032:570 | −25   | 17     |
| 7.  | Otago United FC       | 21  | 3  | 4 | 14 | 013:430 | −30   | 13     |
| 8.  | Canterbury United     | 21  | 3  | 3 | 15 | 022:480 | −26   | 12     |

| (M) | Meister 2006/2007 |

## Play-offs

### Halbfinale
Das Halbfinale fand am 12. April 2008 in Auckland statt.
| Paarung        | Auckland City FC – Team Wellington |
| Ergebnis       | 3:4 n. V. (2:2, 0:1) |
| Datum          | 12. April 2008 |
| Stadion        | Kiwitea Street, Auckland |
| Schiedsrichter | Peter O’Leary |
| Tore           | 0:1 Graham Little (24.), 1:1 Jeff Campbell (70.), 2:1 Chan-Goo Yoon (73.), 2:2 Peter Halstead (86.), 2:3 Graham Little (109.), 2:4 Peter Halstead (116.), 3:4 George Suri (120.) |

### Finale
Am 20. April 2008 fand das Finale im Douglas Fields at Trusts Stadium in Waitakere statt. Die Partie wurde von rund 2000 Zuschauern besucht.
| Paarung          | Waitakere United – Team Wellington                      |
| Ergebnis         | 2:0 (1:0)                                               |
| Datum            | 20. April 2008                                          |
| Stadion          | Douglas Fields at Trusts Stadium, Waitakere City        |
| Schiedsrichter   | Michael Hester                                          |
| Tore             | 1:0 Karl Whalen (45., Eigentor), 2:0 Allan Pearce (66.) |
| Waitakere United | Cheftrainer: Chris Milicich                             |
| Team Wellington  | Cheftrainer: Stuart Jacobs                              |

## Torjäger
| Pl. | Name            | Tore (Tore Play-offs) | Verein              |
| --- | --------------- | --------------------- | ------------------- |
| 1   | Graham Little   | 15 (2)                | Team Wellington     |
| 2   | Gouzalo Nieres  | 12 (0)                | YoungHeart Manawatu |
| 3   | Allan Pearce    | 11 (1)                | Waitakere United    |
| 4   | Luis Corrales   | 10 (0)                | Team Wellington     |
|     | Benjamin Totori | 10 (0)                | Waitakere United    |